# Kreis Flensburg-Land
Der Kreis Flensburg-Land war ein Kreis in Schleswig-Holstein, der 107 Jahre bestand. 1974 wurde er mit dem Nachbarkreis Schleswig zum Kreis Schleswig-Flensburg zusammengefasst.

## Geographie

### Lage
Der Kreis lag im Nordosten Schleswig-Holsteins um Flensburg herum an der Ostseeküste.

### Sitz
Er hatte seinen Sitz in der Flensburger Waitzstraße 1–3 im sogenannten Kreishaus, eigentlich ein Gebäude-Ensemble, bestehend aus dem ehemaligen Amtsverwalterwohnhaus aus dem 18. Jahrhundert und dem Neuen Amtshaus aus dem 19. Jahrhundert.

### Nachbarkreise
Der Kreis grenzte Anfang 1974 im Westen an den Kreis Nordfriesland, im Süden an den Kreis Schleswig und im Südosten an den Kreis Eckernförde. Im Osten grenzte er an die Ostsee, im Norden an Dänemark. Die Kreisstadt Flensburg gehörte dem Kreis ab 1889 nicht mehr an.

## Geschichte

### Vorgänger
Vorgänger des Kreises Flensburg – wie er nach seiner Gründung zunächst hieß – war das Lehen bzw. Amt Flensburg, das sich ab dem 14. Jahrhundert als landesherrlicher Bezirk herausbildete. Es zählte zu den großen Ämtern im bis 1864/67 existierenden Herzogtum Schleswig. Als (ältere) Untergerichtsbezirke gehörten folgende fünf Harden zum Amt:
- Die Nordergoesharde mit Breklum und dem Flecken Bredstedt an der Nordsee (1785 als „Landschaft Bredstedt“ unmittelbar);
- auf der schleswigschen Geest die Wiesharde mit Handewitt und Großenwiehe, im nordöstlichen Kirchspiel Bau an die Flensburger Förde stoßend;
- südlich von dieser die Uggelharde, von Jörl im Westen bis nach Großsolt im Osten reichend und im Norden im Kirchspiel Oeversee bei Jarplund an das Flensburger Stadtfeld heranreichend;
- im nordwestlichen Angeln östlich von Flensburg die Husbyharde mit dem Zentrum Husby;
- im nordöstlichen Angeln die Nieharde von Sörup an die Flensburger Förde reichend.

Da vor allem im äußeren Osten, aber auch im Westen (Gut Lindewitt) zahlreiche adelige Güter und geistliche Besitzungen aus der Amtsverwaltung ausschieden, wurde das Amt teilweise reduziert. Dafür gehörten zeitweise kleinere Streugüter in der Vogtei Bollersleben zum Amt (ab 1490 jedoch zum Amt Hadersleben), ebenso zwei Besitzungen im Sundewitt (dänisch: Sundeved), deren Herkunft unbekannt ist. Erst 1853 wurde das Amt wieder vereinheitlicht, als die letzten Guts- und Kirchendistrikte zurückkamen. Der Osten blieb jedoch als neue Kapplerharde außen vor.

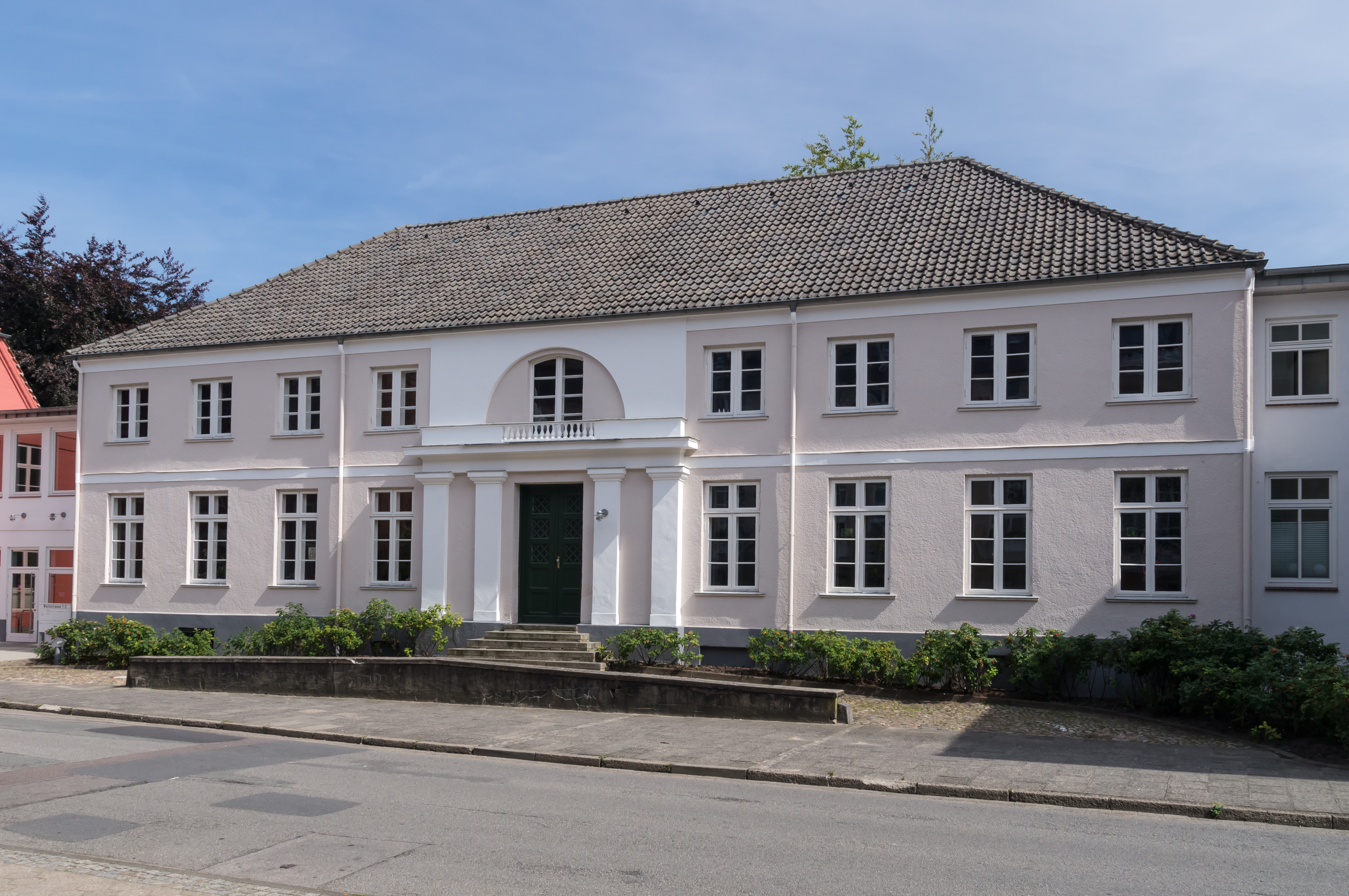
Kreishaus (Neues Amtshaus) in Flensburg

### Gründung
Nach dem Anschluss Schleswig-Holsteins an Preußen wurde 1867 aus Amt und Stadt Flensburg sowie einigen anderen Ortschaften der Kreis Flensburg gebildet.

### Unabhängigkeit Flensburgs
1889 schied die Stadt Flensburg als kreisfreie Stadt aus dem Landkreis aus. 1874 hatte sie die Vorstädte Norder- und Süder Sankt Jürgen und 1875 die Gemeinden Duburg, Fischerhof und Hohlwege eingemeindet. Der Kreis verlor zudem bald darauf im Jahr 1900 die Gemeinde Jürgensgaard sowie 1910 die im Kirchspiel Adelby gelegenen Gemeinden Twedter Holz, Twedt, Fruerlund (mit Mürwik) und Engelsby an die Stadt Flensburg.

### Der Kreis im 20. Jahrhundert
Am 15. Juni 1920 in Folge der Volksabstimmung in Schleswig verlor der Kreis die Landgemeinden Fröslee (Kirchspiel Handewitt), Kragelund, Weibek, Bau, Norderschmedeby, Krusau, Kollund (alle im Kirchspiel Bov (dt. Bau)) und Hoenschnap (Kirchspiel Holbøl (dt. Holebüll)), die der 1. Abstimmungszone zugeschlagen worden waren und seither zu Dänemark gehören.

#### NS-Zeit
In der Zeit des Nationalsozialismus erfolgte auch im Kreis Flensburg Land die Verfolgung von Juden, der Sinti und Roma und weiteren unerwünschten Gruppen. Aus dem traditionell starken Flensburger Arbeitermilieu gab es jedoch Initiativen, die gegen das Regime opponierten und Verfolgte über die deutsch-dänische Grenze schleusten, wie die sog. „Gruppe Anna“. So zum Beispiel über das „Café Waldheim“, das sich nahe der Grenze befand.
Während des Zweiten Weltkriegs war der Kreis bis Anfang 1945 vergleichsweise wenig von den Kriegsauswirkungen betroffen. Zu Kriegsende war das Land voller Flüchtlinge, Heimatvertriebenen und zurückkehrenden Soldaten. Die Regierung Dönitz verlegte in der Nacht vom 2. auf den 3. Mai 1945 ihren Stab nach Flensburg Mürwik. Sie existierte nur 21 Tage (ab 30. April 1945). Das ehemals Großdeutsche Reich schrumpfte auf die Sonderzone von Kielseng bis nach Meierwik auf etwa 7 Kilometer entlang der Küste. Fast zeitgleich verlagerte Generalfeldmarschall Ernst Busch, einer der treuesten Anhänger Hitlers in der deutschen Generalität, sein Hauptquartier von Hamburg in das Dorf Kollerup im Kreis Flensburg-Land. Dort errichteten ranghohe Offiziere das Generalstabs-Hauptquartier. Bereits im September 1944 waren Soldaten in das Dorf gekommen, um Quartiere vorzubereiten.
Am 2. Mai 1945 erreichten etwa 150 hochrangige SS-Männern unter Führung des Reichsführers der SS, Heinrich Himmler Flensburg als letzte Zuflucht. Sie beschafften sich hier neue Identitäten, um ihre Flucht vorzubereiten. Unter ihnen, die Führungscliquen der Konzentrationslager und Chefs der Geheimen Staatspolizei (Gestapo), inklusive des ehemaligen KZ-Kommandanten Rudolf Höß, des Massenmörders von Auschwitz. Himmler floh  über Hüholz in Angeln und Kollerup nach Niedersachsen. Die „Rattenlinie Nord“ diente als Rückzugsort für NS-Täter aus allen Berufssparten, etwa Juristen, Mediziner und Hochschulprofessoren. Der bekannteste Fall, der internationales Aufsehen erregte, betraf den ehemaligen Hauptgutachters der NS-Euthanasie Werner Heyde, der nach Kriegsende unter dem Decknamen Fritz Sawade als medizinischer Gutachter in Flensburg amtierte, nachweislich mit dem Wissen von staatlichen Verantwortungsträgern in Justiz, Sozialverwaltung und Politik. In Idstedt bei Schleswig beging am 12. Mai der Chef des Generalstabes des Führungsstabes Nord, Eberhard Kinzel, Selbstmord, ebenso wie Hans-Georg von Friedeburg, Nachfolger von Dönitz als Oberbefehlshaber der Kriegsmarine und eine ganze Reihe von SS-Leuten und Leiter von Konzentrationslagern wie Richard Glücks.
Gleichzeitig trafen per Schiff und Bahn gemarterte, hungernde KZ-Häftlinge aus dem Sachsenhausen und Neuengamme ein. Bereits am Tag zuvor waren Inhaftierte des KZ Stutthof auf einem Lastkahn im Hafen mit 1.000 Opfern eingetroffen. Nur 630 überleben diese Fahrt. Die Leichen von 25 Häftlingen wurden notdürftig am Strand von Fahrensodde bestattet.
Der Krieg war zwar beendet, doch die Hinrichtungen von sogenannten Deserteuren gingen weiter. Zu den Beschuldigten und am 5. Mai zum Tode verurteilten, gehörte Asmus Jepsen, Kapitänleutnant und eines der letzten Opfer der nationalsozialistischen Marinejustiz der in Neukirchen in Angeln beheimatet war. Ein Gnadengesuch von Jepsen lehnte Großadmiral Dönitz „aus Gründen der Manneszucht“ ab.
In Flensburg-Jürgensby verkündete Graf Schwerin von Krosigk auf dem letzten intakten Reichssender am 7. Mai 1945 die bevorstehende Kapitulation und damit das Ende des Zweiten Weltkrieges.
Unter den unten aufgelisteten  NSDAP-Landräten tat sich besonders unrühmlich Claus Hans (NSDAP) hervor. Nach der Machtergreifung amtierte er ab Oktober 1933 als stellvertretender Landrat; dann von Mai 1934 bis November 1937 als Landrat. Er wird in der Fachliteratur als „aktiver Nazi der übelsten Sorte“ und „böser Geist des Kreises (Flensburg)“ charakterisiert. Er war ab November 1943 Standartenführer in der SA Gruppe Nordmark.

#### Nachkriegszeit
Am 26. April 1970 wurden die Gemeinden Böxlund, Holt, Jardelund, Medelby, Osterby und Weesby aus dem aufgelösten Kreis Südtondern in den Kreis Flensburg-Land eingegliedert. Gleichzeitig gab der Kreis die Gemeinden Mehlby und Toestorf an den Kreis Schleswig ab. Im Gegenzug wechselte die Gemeinde Langstedt aus dem Kreis Schleswig in den Kreis Flensburg-Land.
Die Zahl der Gemeinden des Kreises, die 1939 noch 132 betragen hatte, wurde durch Zusammenschlüsse und Eingemeindungen bis März 1974 auf 75 verringert. Eine umfangreiche Gemeindereform fand am 15. Februar 1970 statt, als 42 Gemeinden ihre Eigenständigkeit verloren.

### Ende und Zusammenschluss zum neuen Großkreis Schleswig-Flensburg
Im Jahr 1973 wurde im Kieler Landtag mit dem „Dritten Gesetz einer Neuordnung von Gemeinde- und Kreisgrenzen“ die Zusammenlegung des Kreises Flensburg-Land und des Kreises Schleswig beschlossen. Am 24. März 1974, dem Tag der Kommunalwahl, wurden die beiden Kreise Flensburg-Land und Schleswig zum neuen Kreis Schleswig-Flensburg vereinigt. Im Kreishaus in Flensburg wurden sodann in einem Zapfenstreich die Bundesflagge und die Flagge Schleswig-Holsteins eingeholt. Der Grenzstein vor dem Kreishaus trug einen Trauerflor. Trotz damaliger Bedenken verlief die Zusammenlegung der beiden Kreise ohne Probleme und führte zu einer festen Einheit.

Grenzsteine und Gedenksteine des Kreises
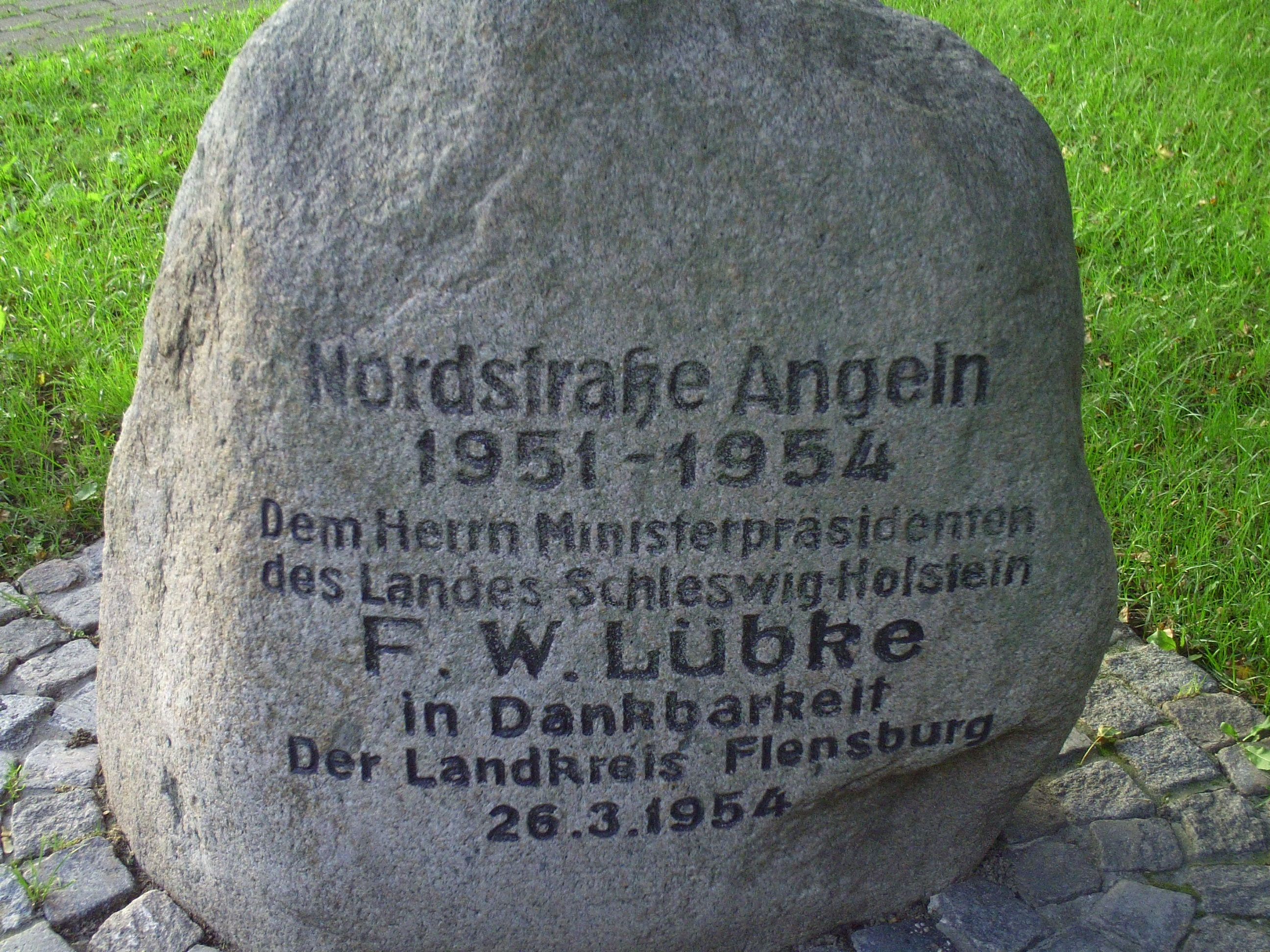
Gedenkstein zur Errichtung der B 199 in Schleswig-Holstein mit Erwähnung des Kreises (Aufstellungsdatum 1954)
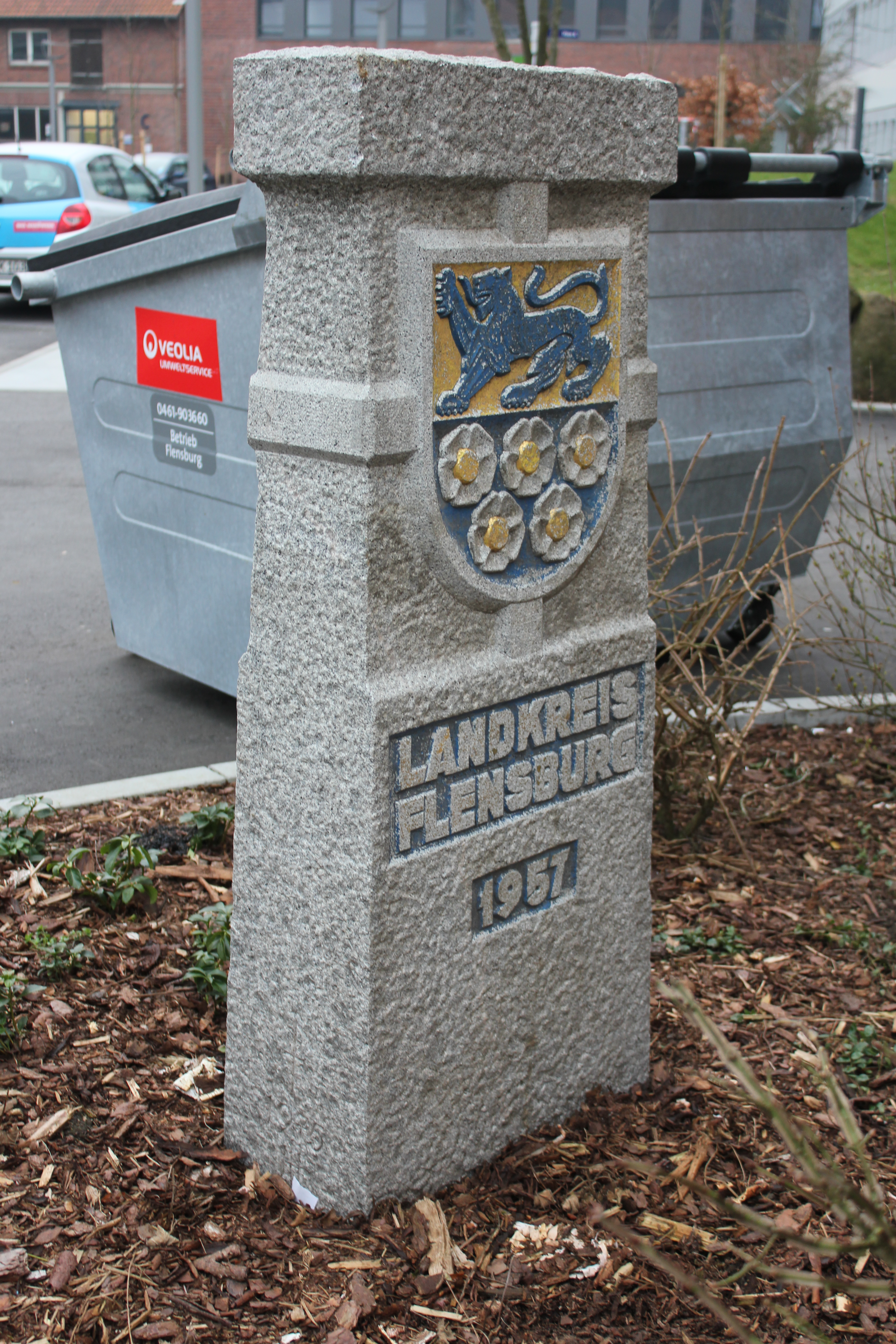
Ehemaliger Grenzstein mit der Inschrift „Landkreis Flensburg“ bei der Handwerkskammer Flensburg (Aufstellungsdatum 1957)
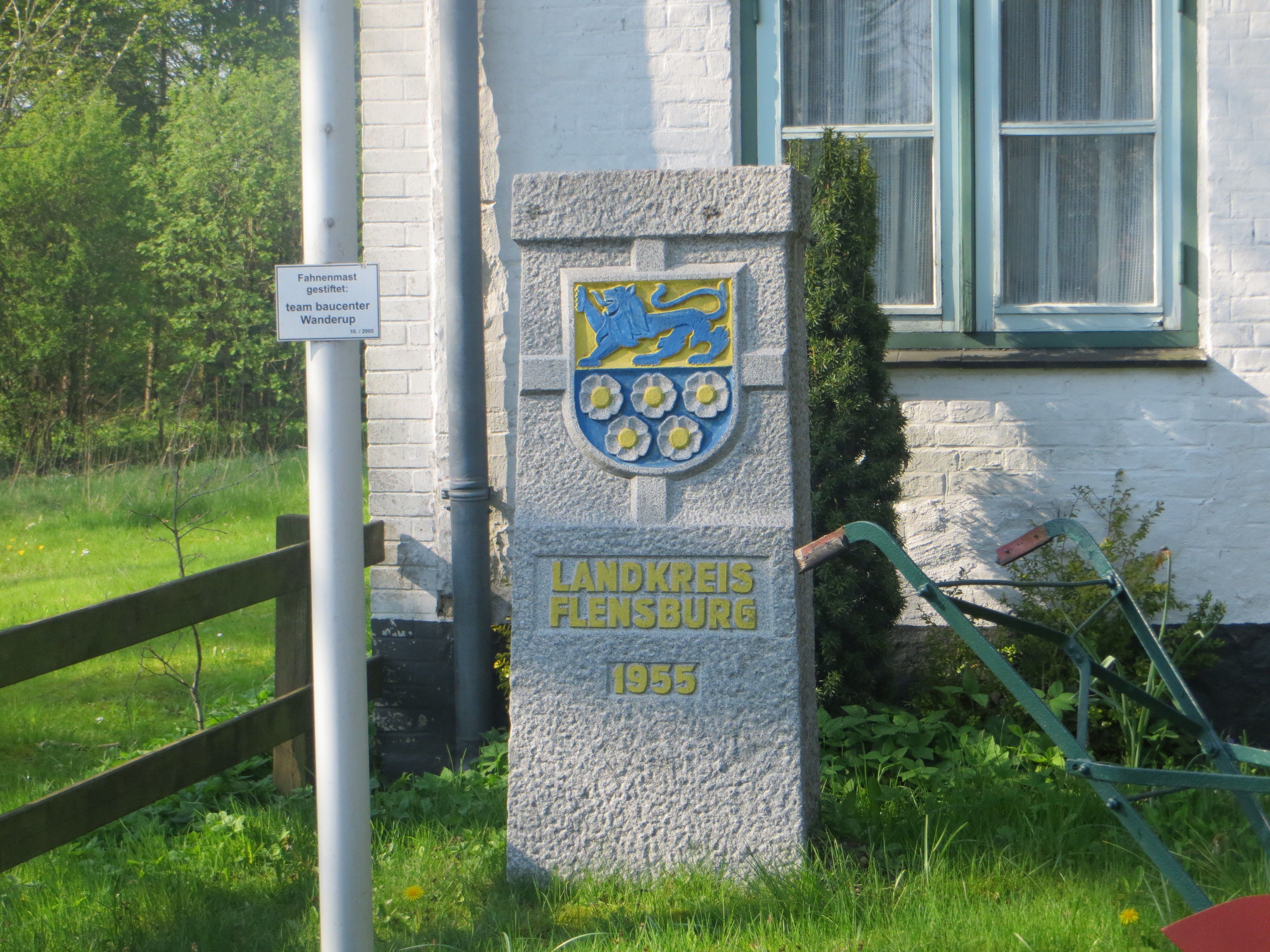
Ehemaliger Grenzstein für den Kreis in Wanderup, ebenfalls mit der Inschrift „Landkreis Flensburg“

## Einwohnerentwicklung
| Jahr | Einwohner | Quelle |
| ---- | --------- | ------ |
| 1867 | 40.595    | [ 14 ] |
| 1890 | 40.145    | [ 6 ]  |
| 1900 | 41.951    | [ 6 ]  |
| 1910 | 44.440    | [ 6 ]  |
| 1925 | 43.408    | [ 6 ]  |
| 1939 | 43.887    | [ 6 ]  |
| 1946 | 87.316    | [ 15 ] |
| 1950 | 78.840    | [ 6 ]  |
| 1960 | 63.500    | [ 6 ]  |
| 1970 | 71.600    | [ 16 ] |
| 1973 | 75.900    | [ 17 ] |

## Landräte
- 1867–1889 Wilhelm von Krupka
- 1889–1899 Hermann Rasch
- 1899–1910 Emil Pfeffer
- 1910–1932 Anton Wallroth (DNVP)
- 1932–1933 Eggert Reeder (NSDAP)
- 1933–1933 Wilhelm Sievers (NSDAP, kommissarisch)[18]
- 1933–1938 Claus Hans (NSDAP)
- 1938–1941 Heino Schröder (NSDAP)
- 1941–1943 Claus Hans (NSDAP)
- 1943–1945 Martin Matthiessen (NSDAP)
- 1945–1945 Herbert Ziemer (DVP, geschäftsführend)
- 1945–1945 Dietrich Preyer[19]
- 1945–1946 Johannes Tiedje (vor 1933: DDP, ab 1946: SSW)
- 1946–1954 Friedrich Wilhelm Lübke (CDU)
- 1954–1961 Hartwig Schlegelberger (CDU)
- 1962–1973 Gerd Lausen (CDU)
- 1973–1974 Armin Schütz (CDU)

## Gemeinden 1974
Vor seiner Auflösung am 24. März 1974 gehörten dem Kreis Flensburg-Land zuletzt die folgenden 75 Gemeinden an:
|  | Adelby Ahneby Ausacker Barderup Böxlund Dollerup Eggebek Ellund Esgrus Frörup Gelting Glücksburg, Stadt Gottrupel Großenwiehe Großsolt Grundhof Grünholz Handewitt Harrislee | Hasselberg Haurup Holt Hörup Hüllerup Hürup Husby Janneby Jardelund Jarplund Jerrishoe Jörl Kleinsolt Kleinwiehe Kleinwolstrup Kronsgaard Langballig Langstedt Lindewitt-Lüngerau | Linnau Maasbüll Maasholm Meyn Medelby Munkbrarup Munkwolstrup Nieby Niesgrau Nordhackstedt Oeversee Osterby Pommerby Quern Rabel Rabenholz Riesbriek Ringsberg Schafflund | Sieverstedt Sillerup Sollerup Sörup Stangheck Steinberg Steinbergkirche (bis 1963 Bredegatt) Sterup Stoltebüll Süderhackstedt Tarp Timmersiek Wallsbüll Wanderup Weding Wees Weesby Westerholz |

Zeitgleich mit der Auflösung des Kreises fanden weitere Gemeindereformen statt:
- Kleinsolt und Kleinwolstrup wurden zur Gemeinde Freienwill zusammengeschlossen.
- Ellund, Gottrupel, Haurup, Hüllerup und Timmersiek wurden nach Handewitt eingemeindet.
- Jarplund und Weding wurden zur Gemeinde Jarplund-Weding zusammengeschlossen.
- Kleinwiehe, Lindewitt-Lüngerau, Linnau, Riesbriek und Sillerup wurden zur Gemeinde Lindewitt zusammengeschlossen.
- Frörup wurde nach Oeversee eingemeindet.
- Barderup und Munkwolstrup wurden zur Gemeinde Sankelmark zusammengeschlossen.
- Grünholz wurde nach Sterup eingemeindet.

## Ehemalige Gemeinden
Die folgende Liste enthält die Gemeinden des Kreises Flensburg-Land, die während seines Bestehens in andere Gemeinden eingegliedert wurden oder aus dem Kreis ausschieden:
| Gemeinde               | eingemeindet nach   | Datum            |
| ---------------------- | ------------------- | ---------------- |
| Ausackerholz           | Ausacker            | 1. Februar 1970  |
| Barg                   | Sörup               | 15. Februar 1970 |
| Bau                    | zu Dänemark         | 15. Juni 1920    |
| Birzhaft               | Esgrus              | 15. Februar 1970 |
| Bistoft                | Großsolt            | 15. Februar 1970 |
| Bockholm               | Glücksburg          | 1. Oktober 1938  |
| Boltoft                | Sterup              | 1. Januar 1962   |
| Bönstrup               | Grundhof            | 1. Januar 1970   |
| Brunsholm              | Esgrus              | 15. Februar 1970 |
| Dollerupholz           | Westerholz          | 1. Januar 1970   |
| Duburg                 | Flensburg           | 27. Juni 1875    |
| Engelsby               | Flensburg           | 1. Mai 1910      |
| Esgrusschauby          | Esgrus              | 15. Februar 1970 |
| Estrup                 | Großsolt            | 15. Februar 1970 |
| Fischerhof             | Flensburg           | 27. Juni 1875    |
| Flatzby                | Sörup               | 15. Februar 1970 |
| Flensburg              | kreisfreie Stadt    | 1. April 1889    |
| Fröslee                | zu Dänemark         | 15. Juni 1920    |
| Fruerlund              | Flensburg           | 1. Mai 1910      |
| Gammelby               | Sörup               | 15. Februar 1970 |
| Gintoft                | Steinbergkirche     | 15. Februar 1970 |
| Gremmerup              | Husby               | 15. Februar 1970 |
| Grimsnis               | Mehlby              | 1. Oktober 1937  |
| Großsoltbrück          | Großsolt            | 15. Februar 1970 |
| Großsoltholz           | Großsolt            | 15. Februar 1970 |
| Gulde                  | Stoltebüll          | 15. Februar 1970 |
| Gundelsby              | Hasselberg          | 15. Februar 1970 |
| Habernis               | Norgaardholz        | 1. Januar 1966   |
| Hardesby               | Sörup               | 15. Februar 1970 |
| Hattlund               | Steinbergkirche     | 15. Februar 1970 |
| Hodderup               | Husby               | 15. Februar 1970 |
| Hohlwege               | Flensburg           | 27. Juni 1875    |
| Holnis                 | Glücksburg          | 1. Oktober 1938  |
| Hönschnap              | zu Dänemark         | 15. Juni 1920    |
| Husbyholz              | Markerup            | 1. Januar 1969   |
| Juhlschau              | Munkwolstrup        | 1. Januar 1962   |
| Jürgensgaard           | Flensburg           | 1. Mai 1900      |
| Kalleby                | Quern               | 15. Februar 1970 |
| Kattrott               | Gelting             | 1. Oktober 1938  |
| Keelbek                | Tarp                | 15. Februar 1970 |
| Kollerup               | Großsolt            | 15. Februar 1970 |
| Kollund                | zu Dänemark         | 15. Juni 1920    |
| Koppelheck             | Niesgrau            | 15. Februar 1970 |
| Kracklund              | zu Dänemark         | 15. Juni 1920    |
| Krusau                 | zu Dänemark         | 15. Juni 1920    |
| Kupfermühle            | Harrislee           | 1. Oktober 1938  |
| Langballigholz         | Langballig          | 1. Januar 1965   |
| Lehbek                 | Gelting             | 1. Oktober 1938  |
| Löstrup                | Sörup               | 15. Februar 1970 |
| Lutzhöft               | Grundhof            | 1. Januar 1970   |
| Markerup               | Husby               | 15. Februar 1970 |
| Mehlby                 | zum Kreis Schleswig | 26. April 1970   |
| Möllmark               | Löstrup             | 1. Januar 1966   |
| Neukirchen             | Quern               | 15. Februar 1970 |
| Niehuus                | Harrislee           | 1. Oktober 1938  |
| Nordballig             | Dollerup            | 1. Januar 1970   |
| Nordschmedeby          | zu Dänemark         | 15. Juni 1920    |
| Norgaardholz           | Steinberg           | 15. Februar 1970 |
| Nübel                  | Quern               | 15. Februar 1970 |
| Oxbüll                 | Wees                | 1. Oktober 1959  |
| Roikier                | Quern               | 15. Februar 1970 |
| Rüde                   | Munkbrarup          | 15. Februar 1970 |
| Rüllschau              | Maasbüll            | 1. Januar 1966   |
| Sandbek                | Mehlby              | 1. Oktober 1937  |
| Schobüll               | Großenwiehe         | 15. Februar 1970 |
| Schwackendorf          | Hasselberg          | 15. Februar 1970 |
| Schwensby              | Sörup               | 15. Februar 1970 |
| Sörupholz              | Sörup               | 15. Februar 1970 |
| Steinberghaff          | Steinberg           | 15. Februar 1970 |
| Stenderup bei Gelting  | Gelting             | 15. Februar 1970 |
| Stenderup bei Havetoft | Sieverstedt         | 1. April 1971    |
| Sterupgaard            | Sterup              | 1. April 1937    |
| Stobdrup               | Niesgrau            | 15. Februar 1970 |
| Stutebüll              | Mehlby              | 1. Oktober 1937  |
| Südensee               | Sörup               | 15. Februar 1970 |
| Süderschmedeby         | Sieverstedt         | 1. April 1971    |
| Sünderup               | Adelby              | 1. Januar 1970   |
| Suterballig            | Gelting             | 1. Dezember 1928 |
| Tarup                  | Adelby              | 1. Januar 1970   |
| Tastrup                | Adelby              | 15. Februar 1970 |
| Terkelstoft            | Dollerup            | 1. Januar 1970   |
| Toesdorf               | zum Kreis Schleswig | 26. April 1970   |
| Twedt                  | Flensburg           | 1. Mai 1910      |
| Twedter Holz           | Flensburg           | 1. Mai 1910      |
| Ulstrup                | Wees                | 1. Oktober 1959  |
| Unewatt                | Langballig          | 1. Januar 1965   |
| Vogelsang              | Stoltebüll          | 15. Februar 1970 |
| Wackerballig           | Gelting             | 1. Oktober 1938  |
| Weibek                 | zu Dänemark         | 15. Juni 1920    |
| Weseby                 | Hürup               | 1. Februar 1970  |
| Westerholm             | Steinbergkirche     | 15. Februar 1970 |
| Winderatt              | Sörup               | 15. Februar 1970 |
| Wippendorf             | Esgrus              | 15. Februar 1970 |
| Wittkiel               | Stoltebüll          | 15. Februar 1970 |

## Kfz-Kennzeichen
Am 1. Juli 1956 wurde der Stadt und dem Kreis Flensburg bei der Einführung der bis heute gültigen Kfz-Kennzeichen das Unterscheidungszeichen FL zugewiesen. Seit dem 24. März 1974 erhalten Kraftfahrzeuge, die ihren Standort im Kreis Schleswig-Flensburg haben, das Kennzeichen „SL“.

## Patenkreis Johannisburg
1954 übernahm der Kreis Flensburg die Patenschaft zum Kreis Johannisburg im ehemaligen Ostpreußen. Die Patenschaft wird heute vom Kreis Schleswig-Flensburg weitergeführt.